# Посьет
Посьет (Фр. Pociette)— посёлок городского типа в Хасанском районе Приморского края России, вместе с селом Гвоздево образует Посьетское городское поселение.
Население — 1521 чел. (2024).

## Географическое положение
Находится на полуострове Новгородский в заливе Посьета Японского моря. Железнодорожная станция. Расстояние до районного центра, посёлка Славянка, составляет 74 км, до Владивостока — около 270 км.
Посьет — один из самых южных населённых пунктов Дальнего Востока России и самый южный порт России. Примечательно, что поселок находится на широтах южной Абхазии и точно на широте горы Казбек.

## История

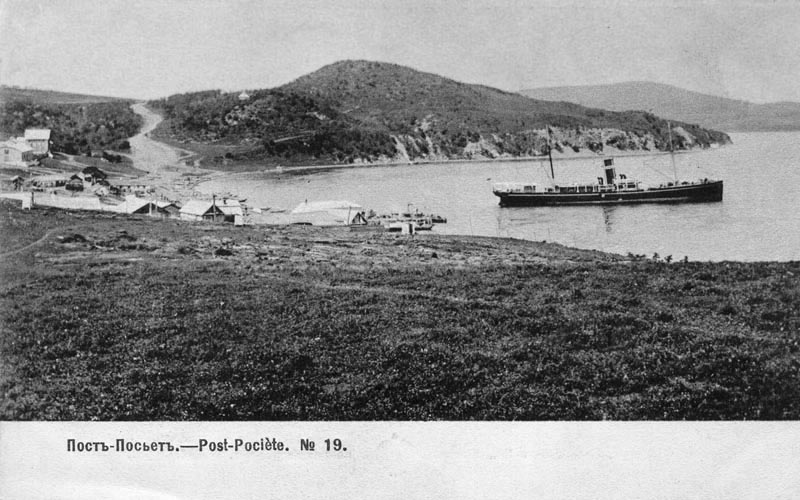
Пост-Посьет и бухта. Открытка 1900-х годов

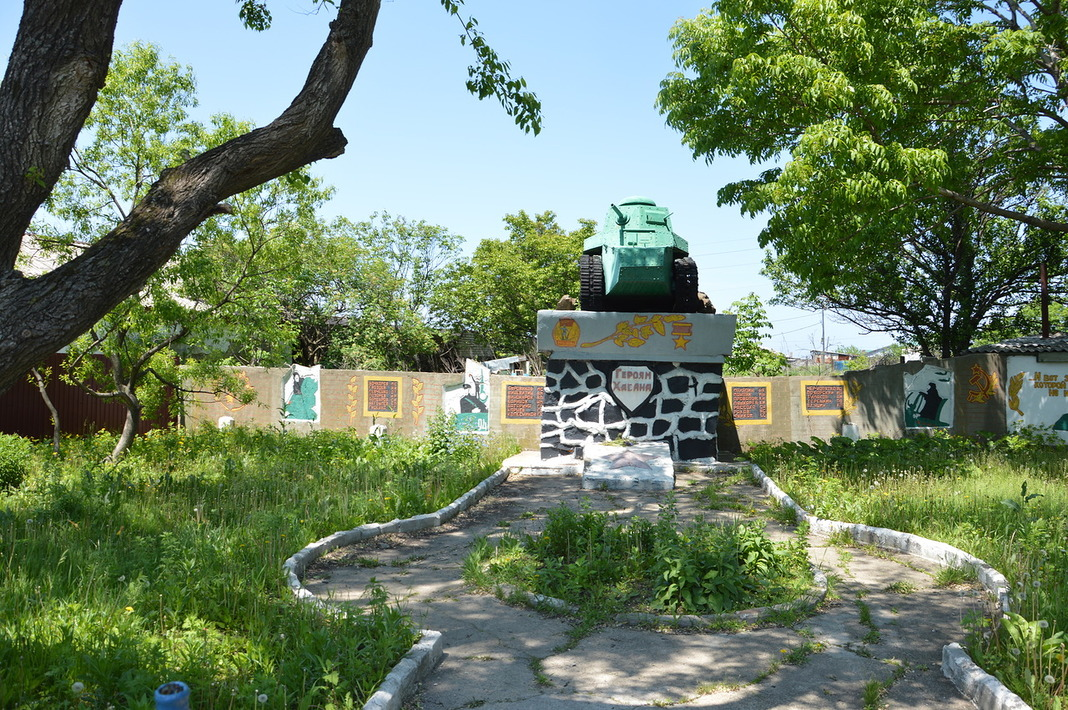
Памятник героям Хасана в посёлке Посьет

Посёлок был основан русскими моряками как военный пост 11 апреля 1860 года. Первое время пост имел двойное название: Новгородский — по названию бухты, описанной экспедицией Н. Н. Муравьёва-Амурского, и Посьет — в честь русского мореплавателя адмирала К. Н. Посьета (1819—1899).
Посьет был центром корейского национального района, упразднённого осенью 1937 года одновременно с переселением советских корейцев (в основном трудившихся в сельском хозяйстве) в Центральную Азию. За несобранный урожай компенсации были выплачены лишь частично.
Статус посёлка городского типа — с 1943 года.

## Климат

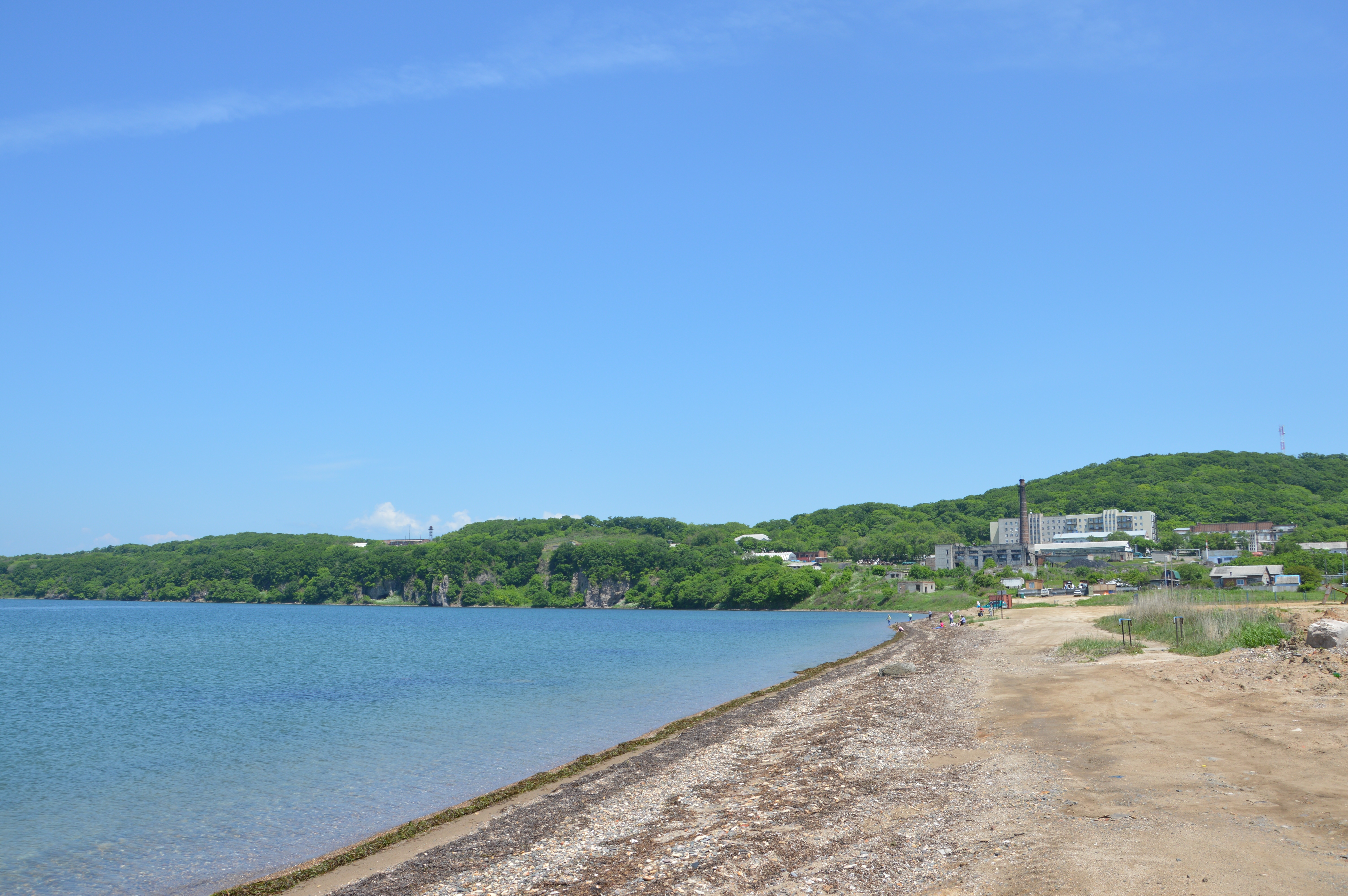
Пляж посёлка Посьет

В Посьете умеренный муссонный климат с холодной зимой и душным продолжительным летом. Зимой преобладает ясная погода, ветер дует с материка и приносит с северо-запада холодные воздушные массы. В первой половине лета преобладает пасмурная погода, во второй половине — облачная и ясная. Летом дуют ветры восточных направлений.
Посьет, если не учитывать влияние скорости ветра на эффективную температуру, является самым тёплым местом в Приморье и на Дальнем Востоке России. Температура воздуха, в среднем, на 1—2 °C выше, чем в краевом центре Владивостоке.
Купальный сезон в Посьете длится с середины июня по сентябрь. В августе средняя температура воды составляет 23,6 °C.
Метеостанция посёлка расположена на ветробойной оконечности полуострова Новгородский. Ниже показаны её статистические данные.
- Среднегодовая температура воздуха: +6,8 °C
- Абсолютный максимум температуры: +36,4 °C (1939 год).
- Абсолютный минимум температуры: −27,2 °C (1931 год).
- Заморозков нет около 200 дней в году (неизвестный период).
- Относительная влажность воздуха: 68,6 % (неизвестный период); среднемесячная повышается от 53 % в январе до 90 % в июле.
- Средняя скорость ветра — 4,1 м/с (неизвестный период)[9].
- Климатическая зима длится в среднем с 19 ноября по 15 марта (1991—2020 гг.)[10].
- Период активной вегетации, когда среднесуточная температура воздуха превышает 10 °C, продолжается с 8 мая по 17 октября (1991—2020 гг.).
- Среднесуточная температура превышает 15 °C, как правило, с 15 июня по 26 сентября (1991—2020 гг.).

Всемирная метеорологическая организация приняла решение о необходимости расчёта двух климатических норм: климатологической стандартной и опорной. Климатологическая стандартная норма обновляется каждые десять лет, опорная норма охватывает период с 1961 г. по 1990 г..
| Показатель                              | Янв.  | Фев.  | Март  | Апр. | Май  | Июнь | Июль | Авг. | Сен. | Окт. | Нояб. | Дек.  | Год   |
| --------------------------------------- | ----- | ----- | ----- | ---- | ---- | ---- | ---- | ---- | ---- | ---- | ----- | ----- | ----- |
| Абсолютный максимум, °C                 | 10,0  | 11,3  | 22,4  | 27,9 | 33,5 | 34,4 | 36,4 | 35,3 | 31,5 | 28,7 | 19,5  | 10,9  | 36,4  |
| Абсолютный минимум, °C                  | −27,2 | −22,2 | −20,2 | −5,9 | 0,3  | 5,4  | 8,8  | 9,3  | 2,2  | −7,8 | −18,8 | −26,7 | −27,2 |
| Источник: Погода и Климат, Примгидромет |       |       |       |      |      |      |      |      |      |      |       |       |       |

| Показатель                            | Янв. | Фев. | Март | Апр. | Май  | Июнь | Июль | Авг. | Сен. | Окт. | Нояб. | Дек. | Год |
| ------------------------------------- | ---- | ---- | ---- | ---- | ---- | ---- | ---- | ---- | ---- | ---- | ----- | ---- | --- |
| Средняя температура, °C               | −9   | −5,7 | 0,1  | 6,5  | 11,3 | 15,2 | 19,6 | 21,4 | 17,3 | 10,2 | 0,9   | −6,8 | 6,8 |
| Норма осадков, мм                     | 11   | 9    | 19   | 43   | 90   | 100  | 153  | 150  | 91   | 53   | 31    | 14   | 764 |
| Источник: ФГБУ «Гидрометцентр России» |      |      |      |      |      |      |      |      |      |      |       |      |     |

| Показатель                                                   | Янв.  | Фев.  | Март  | Апр. | Май  | Июнь | Июль | Авг. | Сен. | Окт. | Нояб. | Дек.  | Год  |
| ------------------------------------------------------------ | ----- | ----- | ----- | ---- | ---- | ---- | ---- | ---- | ---- | ---- | ----- | ----- | ---- |
| Абсолютный максимум, °C                                      | 5,1   | 10,4  | 22,4  | 27,8 | 27,7 | 34,4 | 35,1 | 35,3 | 30,9 | 23,9 | 18,1  | 8,0   | 35,3 |
| Средний суточный максимум, °C                                | −4,9  | −1,2  | 5,2   | 12,2 | 16,8 | 19,3 | 24,0 | 25,9 | 22,3 | 15,4 | 5,1   | −3,2  | 11,4 |
| Средняя температура, °C                                      | −9,5  | −6,4  | −0,1  | 6,4  | 11,3 | 15,3 | 20,0 | 21,9 | 17,4 | 10,1 | 0,8   | −7,4  | 6,7  |
| Средний суточный минимум, °C                                 | −12,9 | −10,4 | −4,1  | 2,6  | 8,0  | 12,9 | 17,8 | 19,3 | 13,7 | 6,1  | −2,4  | −10,5 | 3,3  |
| Абсолютный минимум, °C                                       | −23   | −20,4 | −12,4 | −4,7 | 1,7  | 6,0  | 11,4 | 9,3  | 3,4  | −3   | −12,5 | −21,2 | −23  |
| Средняя облачность, окты                                     | 3,5   | 3,7   | 4,8   | 5,6  | 6,6  | 8,0  | 7,9  | 7,1  | 5,5  | 4,2  | 4,1   | 3,5   | 5,4  |
| Норма осадков, мм                                            | 4     | 9     | 22    | 48   | 84   | 86   | 127  | 143  | 83   | 69   | 37    | 22    | 734  |
| Средняя влажность, %                                         | 51    | 52    | 58    | 64   | 77   | 88   | 90   | 83   | 77   | 65   | 60    | 53    | 68,2 |
| Средняя скорость ветра, м/с                                  | 5,0   | 4,1   | 3,7   | 3,5  | 3,1  | 2,5  | 2,4  | 2,6  | 2,7  | 3,3  | 4,0   | 4,9   | 3,5  |
| Источник: Погода и Климат (компиляция данных с метеостанции) |       |       |       |      |      |      |      |      |      |      |       |       |      |

| Температура воды Посьета | Температура воды Посьета | Температура воды Посьета | Температура воды Посьета | Температура воды Посьета | Температура воды Посьета | Температура воды Посьета | Температура воды Посьета | Температура воды Посьета | Температура воды Посьета | Температура воды Посьета | Температура воды Посьета | Температура воды Посьета | Температура воды Посьета |
| Месяц                    | Янв                      | Фев                      | Мар                      | Апр                      | Май                      | Июн                      | Июл                      | Авг                      | Сен                      | Окт                      | Ноя                      | Дек                      | Год                      |
| Абсолютный максимум      | 0,5 °C                   | 0,9 °C                   | 6,4 °C                   | 11,9 °C                  | 18,7 °C                  | 25,0 °C                  | 30,4 °C                  | 29,1 °C                  | 26,3 °C                  | 21,0 °C                  | 15,1 °C                  | 4,0 °C                   | 30,4 °C                  |
| Средняя                  | −1,5 °C                  | −1,4 °C                  | 0,1 °C                   | 5,4 °C                   | 11,6 °C                  | 17,0 °C                  | 21,6 °C                  | 23,6 °C                  | 20,0 °C                  | 12,8 °C                  | 4,4 °C                   | −0,7 °C                  | 9,4 °C                   |
| Абсолютный минимум       | −1,9 °C                  | −1,9 °C                  | −1,8 °C                  | −0,9 °C                  | 5,1 °C                   | 10,2 °C                  | 13,0 °C                  | 17,4 °C                  | 12,7 °C                  | 1,0 °C                   | −1,8 °C                  | −1,9 °C                  | −1,9 °C                  |
| ------------------------ | ------------------------ | ------------------------ | ------------------------ | ------------------------ | ------------------------ | ------------------------ | ------------------------ | ------------------------ | ------------------------ | ------------------------ | ------------------------ | ------------------------ | ------------------------ |

## Население
| 1897  | 1915  | 1926  | 1959  | 1970  | 1979  | 1989  |
| ----- | ----- | ----- | ----- | ----- | ----- | ----- |
| 1097  | ↘57   | ↗637  | ↗1470 | ↘1469 | ↗1995 | ↗2223 |
| 2001  | 2002  | 2003  | 2004  | 2005  | 2006  | 2007  |
| ↗2400 | ↗2927 | ↗2960 | ↗3000 | →3000 | ↘2980 | ↗3030 |
| 2008  | 2009  | 2010  | 2011  | 2012  | 2013  | 2014  |
| ↗3060 | ↗3100 | ↘3060 | ↘1674 | ↗1754 | ↗1816 | ↗1862 |
| 2015  | 2016  | 2017  | 2018  | 2019  | 2020  | 2021  |
| ↘1837 | ↘1828 | ↘1763 | ↘1685 | ↗1773 | ↗1805 | ↘1646 |
| 2023  | 2024  |       |       |       |       |       |
| ↘1571 | ↘1521 |       |       |       |       |       |

Гендерный состав
По переписи 2002 года 67,7 % мужчин и 32,3 % женщин.
На 2010 год 51,2 % мужчин и 48,8 % женщин.

## Экономика
Крупнейшие налогоплательщики в поселении — АО «Торговый порт Посьет» (принадлежит ПАО «Мечел») и Хасанский (Посьетский) погранотряд.
Порт располагает тремя причалами гравитационного типа длиной 450 метров. Порт зимой практически не замерзает. Специализируется на экспорте каменного угля, производимого предприятиями группы «Мечел», в страны АТР. В 2015 году порт Посьет экспортировал около 5,1 миллиона тонн. С декабря 2015 года порт начал отгрузку угля внешних клиентов, в структуре грузооборота доля «чужого» угля должна составить около 20 %.
В порту трудятся более 530 работников, в том числе жители Посьета, Зарубино, Краскино, Славянки, Цуканово, Гвоздево, Камышового.
Также развита рыбная промышленность. Имеется деревообрабатывающее предприятие.